# 詹姆斯·斯威灵珍
詹姆斯·史威爾金（英語：James Swearingen；1947年9月26日—）是一位美国现代作曲家和改编家。他毕业于俄亥俄州立大学（OSU），获得硕士学位。他现在担任美国首都大学（Capital University）音乐教育系主任。
史威爾金创作的一系列管乐作品在美国乃至全世界高中和大学的管樂團中有很高的知名度，是现代管乐文献的重要组成部分。他的作品大多是长度不超过十分钟的短小作品，多为“快－慢－快”三段结构，演奏技巧不是很复杂。 这些作品开创了一个独特的风格。史威爾金曾被授予诸多美国作曲家、作家和出版家联合会（ASCAP）的荣誉。
史威爾金的管乐作品在中国大陆、台灣的各級學校樂團相当普及。

## 生平
在史威爾金1987年接受首都大学职位之前，他在美国俄亥俄州中部的一所公立学校从事了18年的器乐教学工作。他曾在格罗夫高中（Glove High School）担任了14年器乐总监。他在那里所领导的管乐團、行进乐队和爵士樂團的工作都因其高水准的演出得到好评。

## 作品節選
- A Vision of Majesty（威严之相）
- All Glory Told
- And The Angels Called（天使的呼唤）
- Aventura
- Blue Ridge Saga（蓝色山脉传说）
- Brookpark Verture（布鲁克公园序曲）
- Celebration And Dance（庆典与舞蹈）
- Celebration for winds percussion（管乐和打击乐庆典）
- Centuria（百人兵团）
- Chesford Portrait（切斯佛德肖像）
- Covington Square（科温顿广场）
- Dawn of A New Day（新一天的黎明），1991年
- Exaltation（欢跃）
- Flight of Valor（勇敢飞翔）
- Freedom's Light（自由之光）
- In All Its Glory（榮耀頌）
- In Times of Triumph（胜利的时刻）
- Into the Joy of Spring（春之喜悦）
- Invicta（不可征服者）
- Legacy（遗产）
- Majestia（庄严）
- Majestia Excalibur（亚瑟王之剑）
- Novena（九日敬礼）
- Prelude And Energico（前奏与活力曲）
- Of Pride And Celebration（自豪与庆典）
- Reflections（沉思）
- Romanesque（罗马式）
- The Light Eternal（永恒之光）
- Seagate Overture（海门序曲）
- When Kings Go Forth
- Where the River Flows（江河奔流）

## 難度指標
根據史威爾金個人網站的說法，他把他個人作品的演奏難度分為：
1. 簡單級，適合第一年成立的樂團（Easy, for first year beginning bands）
2. 中上級，適合成立第二或第三年的樂團（Medium Easy, for second and third year bands）
3. 中級，適合高中樂團的中前期（Medium, for intermediate or early high school bands）
4. 中上級，適合大部分高中樂團（Medium Difficult, for most high school bands）